# Осима, Хироси
Хироси Осима (яп. 大島 浩; 19 апреля 1886 — 6 июня 1975) — барон(дансяку), генерал Императорской армии Японии, посол Японии в нацистской Германии во время Второй мировой войны. По своим взглядам являлся германофилом, однако занимал осторожную позицию в вопросе о вступлении Японии в войну с СССР, придерживаясь мнения, что для его страны ведение войны на нескольких фронтах — против США и против СССР является неприемлемым. По выражению генерала Джорджа Маршалла, для стран антигитлеровской коалиции Осима был «главным источником информации о намерениях Гитлера в Европе». При этом сам посол и не подозревал об этом до самого окончания войны. Был приговорён к пожизненному заключению как военный преступник на Токийском процессе в ноябре 1948 года. Помилован в 1955 году.

## Награды

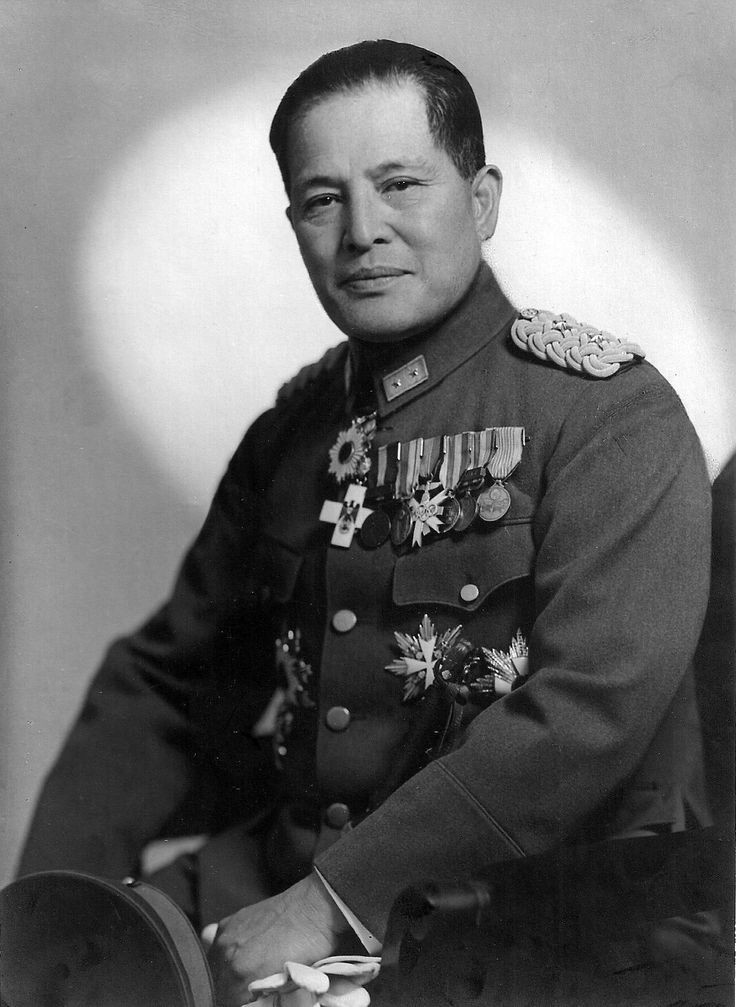
Генерал-лейтенант Осима в 1940-1945 гг.

## Награды[4]

### Японская империя
- Военная медаль 1914-1920
- Медаль Победы
- Памятная медаль Императора Тайсё 1915
- Медаль за Пограничную войну 1939
- Орден Восходящего Солнца 2-го и 1-го класса

### Нацистская Германия
- Немецкий Олимпийский знак 2-го класса
- Почётный знак Немецкого Красного креста 1-й степени
- Орден Заслуг германского орла, большой крест в золоте

### Другие страны
- Орден Креста Победы 1-го класса со звездой (Первая Словацкая Республика)
- Орден Заслуг (Венгрия), большой крест